# David Schofield

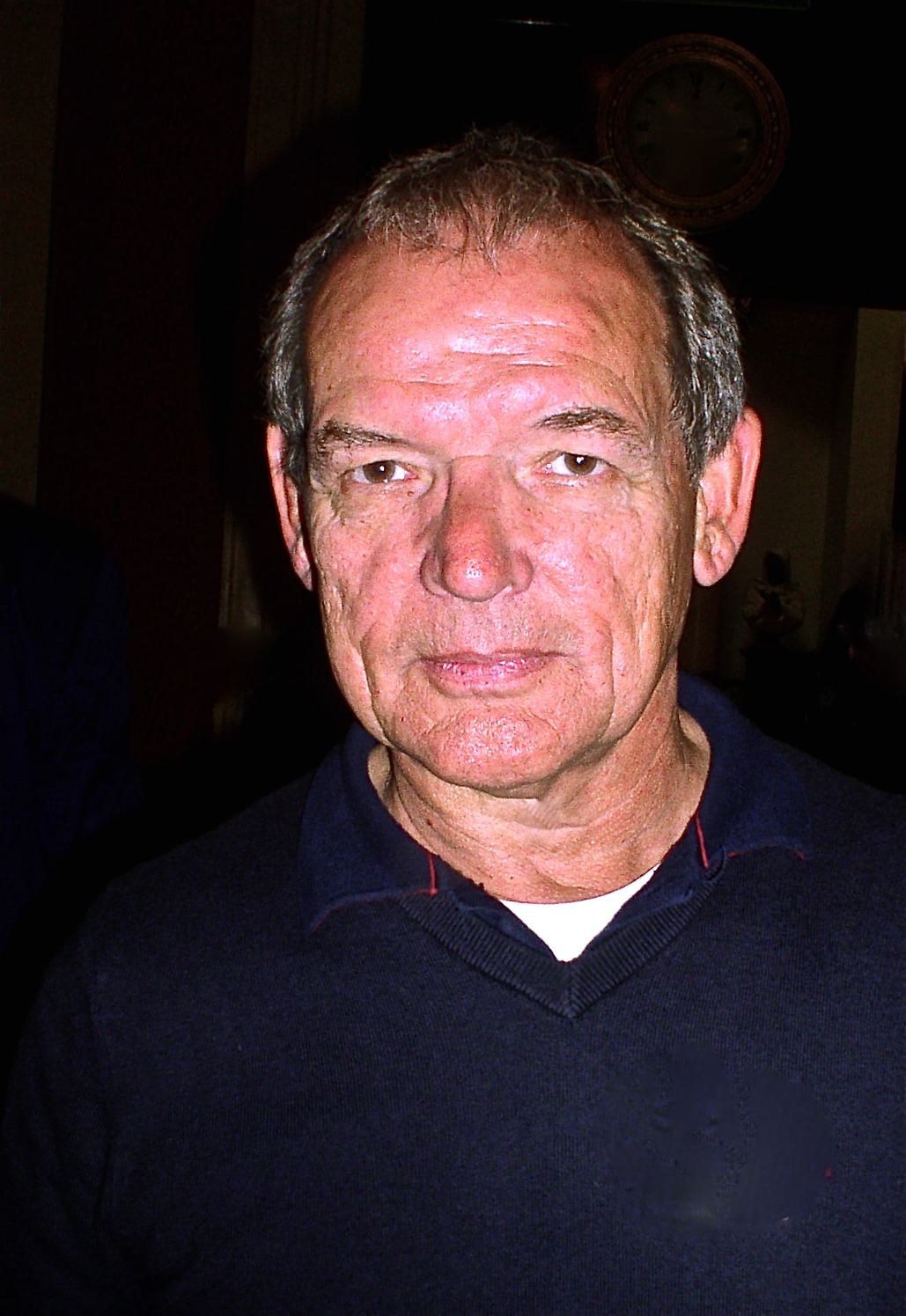
David Schofield (2011)

David Schofield (* 1951 in Manchester, Großbritannien) ist ein britischer Schauspieler.

## Leben und Karriere
Schofield wuchs als eines von zehn Kindern einer Arbeiterfamilie auf. Bereits mit zwölf Jahren stand er auf lokalen Theaterbühnen und wirkte in Stücken mit. Mit 19 schrieb er sich an der in London beheimateten Academy of Music and Dramatic Art ein, brach die Ausbildung jedoch für eine Schauspielkarriere ab.
Zunächst in kleineren Rollen, wuchsen seine Parts in britischen Fernseh- und Filmproduktionen immer weiter an. Mit einer Nebenrolle in Der letzte Mohikaner gelang ihm schließlich auch der Durchbruch und der Sprung nach Amerika. Seine bisher bekanntesten Rollen waren die des Senators Falco in Gladiator, des Rochefort in The Musketeer und die des Handlangers Mister Mercer in zwei Teilen von Pirates of the Caribbean.

## Filmografie
- 1972: Task Force Police (Z-Cars, Fernsehserie, 1 Folge)
- 1976: Mit Schirm, Charme und Melone (The New Avengers, Fernsehserie, 1 Folge)
- 1976: Task Force Police (Softly Softly Task Force, Fernsehserie, 1 Folge)
- 1981: Die Hunde des Krieges (The Dogs of War)
- 1981: American Werewolf (An American Werewolf In London)
- 1987–1989: Jim Bergerac ermittelt (Bergerac, Fernsehserie, 2 Folgen)
- 1991: Van der Valk (Fernsehserie, 1 Folge)
- 1991: Zorro – Der schwarze Rächer (Zorro, Fernsehserie, 1 Folge)
- 1992: Der letzte Mohikaner (The Last of the Mohicans)
- 1995: Fünf Freunde (The Famous Five, Fernsehserie, 1 Folge)
- 1995: Corelli (Fernsehserie, 1 Folge)
- 1996: Casualty (Fernsehserie, 1 Folge)
- 1997: Der Polizist von Tanger (Tangier Cop)
- 1997: Anna Karenina
- 1999: Jeanne d’Arc – Die Frau des Jahrtausends (Joan of Arc)
- 2000: Der Mann der 1000 Wunder (The Miracle Maker – The Story of Jesus)
- 2000: Gladiator
- 2001: From Hell
- 2001: The Musketeer
- 2001: Superstition – Spiel mit dem Feuer (Superstition)
- 2002: The Forsyte Saga (Fernsehserie)
- 2004: Unstoppable
- 2006: Pirates of the Caribbean – Fluch der Karibik 2 (Pirates of the Caribbean: Dead Man’s Chest)
- 2007: Pirates of the Caribbean – Am Ende der Welt (Pirates of the Caribbean:At World’s End)
- 2008: Operation Walküre – Das Stauffenberg-Attentat (Valkyrie)
- 2009: The Take – Zwei Jahrzehnte in der Mafia (The Take, Miniserie)
- 2009: Merlin – Die neuen Abenteuer (Merlin, Fernsehserie, 1 Folge)
- 2010: Burke & Hare
- 2010: Wolfman
- 2010: F – London Highschool-Massaker (F)
- 2011: The Shadow Line (Miniserie)
- 2011: Ghosted – Albtraum hinter Gittern (Ghosted)
- 2013: Last Passenger
- 2013–2014: Da Vinci’s Demons (Fernsehserie)
- 2015: New Tricks – Die Krimispezialisten (New Tricks, Fernsehserie, 1 Folge)
- 2017: The Last Kingdom (Fernsehserie)
- 2017: Die dunkelste Stunde (Darkest Hour)
- 2018: Maria Magdalena (Mary Mgadalene)
- 2020: Six Minutes to Midnight
- 2020: Shakespeare & Hathaway – Private Investigators (Fernsehserie, 1 Folge)
- 2022: Mad Heidi